# Melanie Mayron
Melanie Joy Mayron (Filadelfia, 20 ottobre 1952) è un'attrice e regista statunitense.
È nota soprattutto per aver interpretato Melissa Steadman nella serie TV ABC In famiglia e con gli amici.

## Biografia
Mayron è nata a Filadelfia, in Pennsylvania, in una famiglia ebraica, sefardita per parte paterna (il suo cognome, infatti, era originariamente Mizrahi) ed ashkenazita per quella materna (gli avi materni dell'attrice, difatti, erano originari della Russia); ha frequentato la American Academy of Dramatic Arts.
Nel 1974 ha recitato nel film Harry e Tonto, nel '76 nel film Car Wash e in Girlfriends del '78 e Al diavolo il paradiso (1989).
Nel 1988 ha scritto, prodotto e diretto il film commedia Sticky fingers.
Mayron nel 1995 è regista di The baby-sitters club; nel '97 ha diretto il film Toothless con Kirstie Alley e Slap Her... She's French (2002); ha anche curato la regia per numerosi show televisivi.

## Filmografia

### Attrice
- Harry e Tonto (Harry and Tonto), regia di Paul Mazursky (1974)
- Medical Center – serie TV, episodio 7x10 (1975)
- Rhoda episodi 2x07-2x15-2x20 (1975–1976)
- Car Wash, regia di Michael Schultz (1976)
- L'ultima frontiera (The Great Smokey Roadblock/The Last of the Cowboys), regia di John Leone (1977)
- Tu accendi la mia vita (You Light Up My Life), regia di Joseph Brooks (1977)
- Love Boat (The Love Boat) – serie TV, un episodio (1977)
- Girlfriends,regia di Claudia Weill (1978)
- Fania (Playing for Time), regia di Daniel Mann e Joseph Sargent (1980)
- Heartbeeps, regia di Allan Arkush (1981)
- Missing - Scomparso (Missing), regia di Costa-Gavras (1982)
- Detective per amore (Finder of Lost Loves) – serie TV, episodio 1x07 (1984)
- New York New York (Cagney & Lacey) – serie TV, episodio 4x20 (1985)
- ABC Afterschool Specials – serie TV, 2 episodi (1986)
- In famiglia e con gli amici (Thirtysomething) – serie TV (1987–1991)
- Ai confini della realtà (The Twilight Zone) – serie TV, episodio 3x11 (1988)
- Al diavolo il paradiso (Checking Out), regia di David Leland (1989)
- Il testimone più pazzo del mondo (My Blue Heaven), regia di Herbert Ross (1990)
- Omicidio nel vuoto (Drop Zone), regia di John Badham (1994)
- Innamorati pazzi (Mad About You) – serie TV, episodio 5x13 (1997)
- Anche i dentisti vanno in paradiso (Toothless), regia di Melanie Mayron (1997)
- Troppi in famiglia (Something So Right) – serie TV, episodio 2x13 (1998)
- Criminal Minds – serie TV, episodio 1x18 (2006)
- Itty Bitty Titty Committee,regia di Jamie Babbit (2007)
- Lipstick Jungle – serie TV, episodi 1x02-1x03 (2008)
- Pretty Little Liars – serie TV, episodio 3x05 (2012)
- Jane the Virgin – serie TV (2016–2019)

### Regista
- Il club delle baby sitter (The Baby-Sitters Club) (1995)
- Beyond the Break - Vite sull'onda (Beyond the Break) (2006)
- Lipstick Jungle (2008)
- Greek - La confraternita (Greek) (2008–2009)
- 90210 (2008–2009)
- Drop Dead Diva (2009–2010)
- Army Wives - Conflitti del cuore (Army Wives) (2010–2012)
- Mean Girls 2 (2011)
- Jane - Stilista per caso (Jane by Design) (2012)
- Pretty Little Liars (2012–2016)
- Switched at Birth - Al posto tuo (Switched at Birth) (2013–2015)
- The Fosters (2013–2015)
- Jane the Virgin (2015–2019)
- Faking It - Più che amiche (Faking It) (2016)
- Grace and Frankie (2016–2017)
- Graves (2017)
- SEAL Team (2017)
- GLOW (2017)
- Famous in Love (2018)
- Reverie (2018)
- Dynasty (2018–2019)
- Streghe (Charmed) (2018–2019)
- BH90210 (2019)